# (8219) 1996 JL
(8219) 1996 JL là một tiểu hành tinh vành đai chính. Nó được phát hiện bởi Robert H. McNaught và Takuo Kojima ở YGCO Chiyoda Station ở Nhật Bản ngày 10 tháng 5 năm 1996.